# Alekséi Guerasimenko
Alekséi Petróvich Guerasimenko (en ruso: Алексей Петрович Герасименко; n. Taganrog, Unión Soviética, 17 de diciembre de 1970) es un ex-futbolista ruso. Se desempeñaba como delantero y fue internacional con la selección de fútbol de Rusia en 7 ocasiones.

## Clubes
| Club                 | País            | Año       | Partidos | Goles |
| Luch Azov            | Unión Soviética | 1989      | 20       | 1     |
| FC Torpedo Taganrog  | Unión Soviética | 1989-1992 | 77       | 10    |
| FC Kuban Krasnodar   | Rusia           | 1992      | 20       | 0     |
| FC Rotor Volgogrado  | Rusia           | 1993      | 16       | 0     |
| FC Kuban Krasnodar   | Rusia           | 1994-1995 | 71       | 46    |
| FC Rostov            | Rusia           | 1996-1997 | 61       | 18    |
| FC Dinamo Kiev       | Ucrania         | 1997-2001 | 51       | 3     |
| FC Shinnik Yaroslavl | Rusia           | 2002      | 27       | 4     |
| FC Kuban Krasnodar   | Rusia           | 2003-2004 | 7        | 0     |

## Palmarés
FC Dinamo Kiev
- Liga Premier de Ucrania: 1997-98, 1998-99, 1999-00, 2000-01
- Copa de Ucrania: 1998, 1999, 2000

- Datos: Q2423925